# 802
802 (DCCCII, na numeração romana) foi um ano comum do século IX, do Calendário Juliano, da Era de Cristo, teve início a um Sábado e terminou também a um Sábado, e a sua letra dominical foi B.
| Ano completo                   |
| ------------------------------ |
| Ano comum com início ao sábado |

## Eventos
- 31 de outubro - Irene de Atenas, imperatriz bizantina, é destronada por Nicéforo I, o Logóteta.
- Início do reinado de Egbert de Wessex, considerado pelos ingleses, como o primeiro rei da Inglaterra (m. 839).
- Início do reinado de Nicéforo I, o Logóteta como imperador bizantino (m. 811).
- Jaiavarmã II declarou-se rajá, marcando o início do Império Quemer, no Sudeste asiático.

## Nascimentos
- Hugo, filho de Carlos Magno e da sua concubina Regina (m. 844).